# All meine Sehnsucht
All meine Sehnsucht (Originaltitel: All I Desire) ist ein US-amerikanisches Melodram unter Regie von Douglas Sirk aus dem Jahr 1953. Die Hauptrolle spielt Barbara Stanwyck als lebhafte Schauspielerin, die nach Jahren zu ihrem Ehemann und ihren Kindern zurückkehrt, die sie einst verlassen hatte. Als Vorlage für den Film diente der 1951 publizierte Roman Stopover von Carol Ryrie Brink.

## Handlung
Die USA um das Jahr 1910: Naomi Murdoch ist mit mäßigem Erfolg als Theaterschauspielerin tätig. Ihren Ehemann Henry, einen Schulleiter, und ihre drei Kinder in der Kleinstadt Riverdale, Wisconsin, hatte sie vor rund zehn Jahren für ihre Bühnenkarriere verlassen. Als sie einen Brief ihrer Tochter Lily erhält, die sie einlädt, ihrem Schauspieldebüt in einem Highschool-Stück beizuwohnen, beschließt sie auf einen kurzen Besuch zurückzukehren. Als Naomi zurückkehrt, offenbart sich die geistige Enge der Kleinstadt, die auch ein Mitgrund für Noamis Flucht in die weite Welt war. Sie wird zum Stadtgespräch und das Highschool-Stück von Lily wird vor allem deshalb gut besucht, da alle einen Blick auf die zurückgekehrte Schauspielerin werfen wollen. 
Auch in der Familie sind die Reaktionen gespalten. Die viele Mutterpflichten übernehmende Köchin Lena hofft, dass Naomi bleibt und sie endlich die Zeit hat, den Dienstboten Peterson zu heiraten. Ted, das jüngste der Kinder, hat keine wirklichen Erinnerungen an seine Mutter. Lily sieht ihre Mutter als glamourösen Star und hofft, dass sie ihr eine Schauspielkarriere eröffnen kann. Die älteste Tochter Joyce ist verbittert von der langen Abwesenheit ihrer Mutter und sichtlich verärgert, als ihr Freund Russ sein Gefallen an Aussehen und Auftreten von Naomi bekundet. Henry ist ebenfalls skeptisch, was er von der Rückkehr seiner Ehefrau halten soll, und kann ihren damaligen plötzlichen Weggang nicht vergessen. Eigentlich hatte Henry überlegt, seine Lehrerkollegin Sara Harper zu heiraten. Sara liebt zwar Henry, erkennt aber sofort nach Naomis Rückkehr, dass dieser noch immer Gefühle für seine Frau hegt.
Als Naomi einen Pferderitt mit Joyce und ihrem Freund macht, begegnet sie unerwartet ihrem alten Verehrer Dutch wieder. Mit dem Waffenladenbesitzer hatte sie einst eine Affäre, die er nun gerne fortsetzen würde. Aber Naomi lehnt die Avancen von Dutch ab und versöhnt sich stattdessen mit Henry. Als sie Dutch in einem letzten Gespräch ihre Entscheidung verdeutlichen will, bedrängt dieser sie. Naomi wehrt sich unter anderem mit einer Reitgerte und im Gerangel löst sich ein Schuss von Dutchs Waffe, durch den er getroffen wird. Als Naomi den verletzten Dutch zum Arzt bringt, brodelt abermals die Gerüchteküche des Dorfes. 
Naomi glaubt, dass es besser für alle wäre, wenn sie ginge. Lily will mitgehen, um eine berühmte Schauspielerin zu werden. Naomi gesteht ihr, dass ihre Karriere keineswegs glamourös ist und die meisten Schauspieler unter harten Umständen leben müssen. Unterdessen sucht Henry den verletzten Dutch auf. Durch dessen Verletzungen und Ärger über Naomi entdeckt Henry, dass seine Frau nichts mehr mit Dutch zu tun haben wollte und sich für ein Familienleben entschieden hat. Henry hält Naomi davon ab, das Haus zu verlassen, und beide wollen eine gemeinsame Zukunft miteinander versuchen.

## Produktionshintergrund
All I Desire gilt als erstes in einer Reihe von stilbildenden Melodramen, die Regisseur Douglas Sirk (oft auch mit Ross Hunter als ausführendem Produzenten) verwirklichte. Als Mitschauspieler von Lily im Stück treten die später noch bekannteren Schauspieler Stuart Whitman und Brett Halsey auf.

## Kritiken
Die New York Times vom 29. August 1953 schrieb, dass Mütterdramen in Amerika eine „mächtige Einrichtung“ seien, und gerade Barbara Stanwyck habe hier seit ihrem Erfolg mit Stella Dallas kein Auge trocken gelassen. In All I Desire gebe die „erfahrene Veteranin“ eine bessere Leistung, als man unter den Umständen erwarten könnte. Auch die meisten anderen Schauspieler seien ordentlich, allerdings wirke Richard Carlson „verwirrt“. Filmsets und Kameraarbeit seien überdurchschnittlich, die Handlung bestehe aus altbekannten, intensiven Konflikten persönlicher und sozialer Natur. Die Regie von Douglas Sirk, das wichtigste für den Film, sei hingegen „leer an Einfällen und ehrlichem Interesse in die porträtierten Charaktere“.
Der Filmdienst meint: „Gelacktes Rührstück, darstellerisch ansehnlich.“ Time Out befand, dass das Happy End erzwungen wirke und der Film möglicherweise in Farbe besser gewesen wäre. Bei Sirk liege der Fehler allerdings nicht, er schaffe es ein gelungenes Melodram abzuliefern und zugleich dieses Genre subversiv zu unterwandern: „Sirks Skizze der Verhaltensweisen und Moral des bürgerlichen Mittelklasse-Amerikas ist verheerend; und die Präzision, mit der er die Repressionen, Eifersüchtigkeiten und Freuden einer Familie seziert, wurde ihm nie gleich gemacht.“
Carson Lund von Slant Magazine hob Ähnlichkeiten mit dem Sirk-Film Es gibt immer ein Morgen (1956) hervor. In beiden Filmen würden Charaktere mittleren Alters zwischen dem Komfort und Enge eines bürgerlichen Familienlebens auf der einen Seite, und dem Reiz, aber auch der Gefahr und Unsicherheit einer anderen Lebensart auf der anderen Seite stehen. Im Vergleich ende All meine Sehnsucht deutlich optimistischer, das Happy End wirke etwas falsch.